# ヴィルヘルム・フォン・ホーエナウ (1884-1957)
ヴィルヘルム・アルブレヒト・カルオットー・アレクサンダー・フォン・ホーエナウ（Graf Wilhelm Albrecht Carlotto Alexander von Hohenau, 1884年11月27日 ベルリン - 1957年4月11日 ハンブルク）は、ドイツ・プロイセンの貴族、軍人、馬術選手。伯爵。
フリードリヒ・フォン・ホーエナウ伯爵とその妻のシャルロッテ・フォン・デア・デッケンの間の次男として生まれ、ヴィリー（Willi）の愛称で呼ばれた。プロイセン王フリードリヒ・ヴィルヘルム3世の曾孫であり、ドイツ皇帝ヴィルヘルム2世の又従弟にあたる。しかし祖父アルブレヒト王子と祖母ロザーリエ・フォン・ラオホ（Rosalie von Rauch）との貴賤結婚が原因で、父はホーエンツォレルン家の正式な成員とは認められていなかった。
プロイセン軍に入隊し、ブレスラウ駐屯の第1胸甲騎兵連隊に所属した。1911年にはハノーファーの陸軍騎兵学校に転属となり、1918年から1920年までは同校の教官を務めた。1912年にはストックホルムオリンピックにドイツ代表選手として出場し、同族のプロイセン王子フリードリヒ・カールらとともに馬術部門のジャンプ団体競技で銅メダルを獲得したほか、ジャンプ個人競技でも6位入賞を果たした。オリンピックで騎乗した馬は「プリティー・ガール（"Pretty Girl"）」号といった。
その後も馬術競技選手として活躍し、様々な大会で優勝した。1916年に鉱山財閥の当主であるヘンケル・フォン・ドナースマルク伯爵フーゴー3世（Hugo III. Henckel von Donnersmarck）の一人娘アンナと結婚し、1931年に離婚するまでに1男1女をもうけた。その後、1932年に平民女性エレン・レーテマイヤー（Ellen Retemeyer）と再婚している。